# Lakeside Science & Technology Park

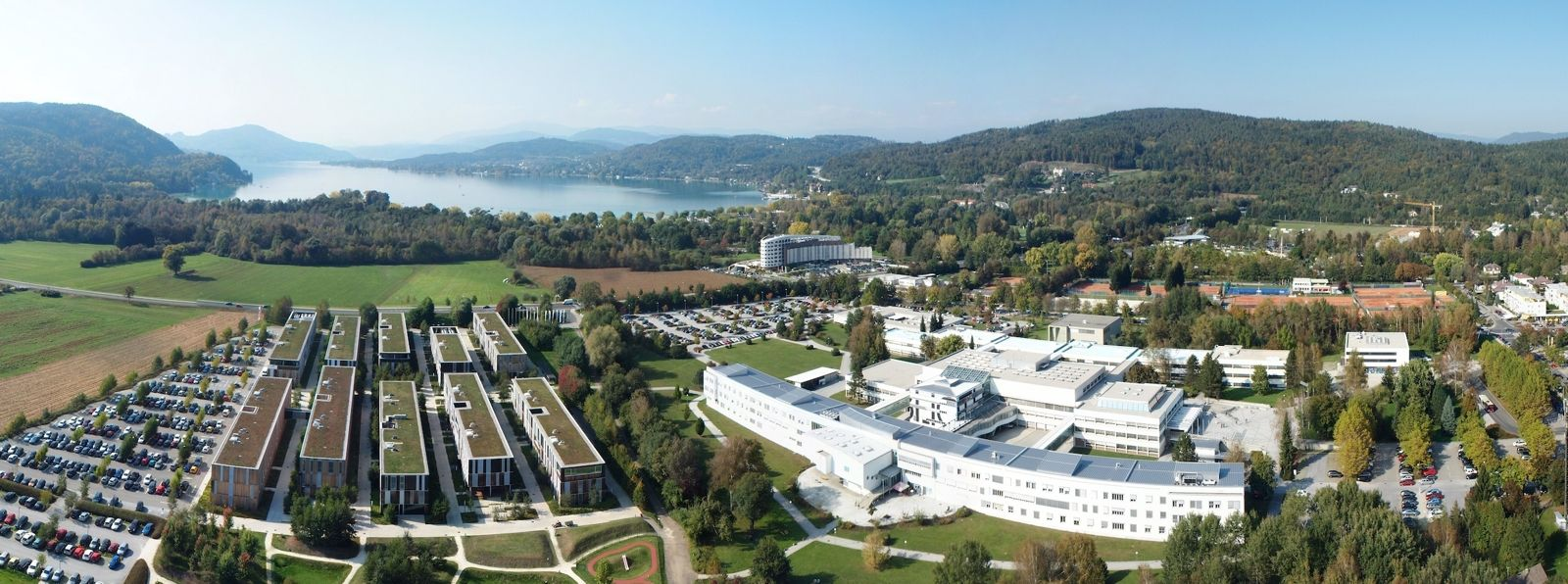
Alpen-Adria-Universität Klagenfurt und der angrenzende Lakeside Science & Technology Park

Der Lakeside Science & Technology Park (kurz Lakeside Park genannt) ist ein Wissenschafts- und Technologiepark in Klagenfurt am Wörthersee in direkter Nachbarschaft zur Universität Klagenfurt. Zusammen mit dieser bildet der dadurch entstandene 36 ha Campus den Lakeside District, der an ein Natura 2000-Schutzgebiet grenzt. 

## Geschichte

Lakeside Park 2.0 Errichtungsphase B11

Im Jahr 2003 wurde mit der Errichtung des Lakeside Parks in mehreren Baustufen begonnen. Die Anschubfinanzierung stammte vom Luft- und Raumfahrtkonzern EADS (nun Airbus). Je nach Vermietungsgrad der entstandenen Nutzflächen wurden weitere Gebäude errichtet. Insgesamt wurden in drei Baustufen bis 2010 zehn Gebäude mit einer Gesamtnutzfläche von 26.000 m² errichtet.
Seit 2014 wird an der nächsten großen Erweiterung des Lakeside Science & Technology Parks gearbeitet. Diese läuft unter dem Titel Lakeside Park 2.0 und wird insgesamt 6 Baustufen mit 32.000 m² Gesamtnutzfläche umfassen. Die erste Baustufe mit ca. 8000 m² wurde Ende 2015 fertiggestellt.

## Areal

### Gebäude B01 – B10
Diese 10 unter dem neuen Titel Lakeside Science & Technology Park 1.0 zusammengefassten Gebäude wurden in einer einheitlichen Optik geplant und errichtet. Verantwortlich für die Planung zeichnet das Kärntner Architektentrio Egger (Klagenfurt), Fercher und Güldner (Villach). Jedes Gebäude wurde solitär mit Grünraum und Gehwegen dazwischen errichtet. Die Parkplätze für die nunmehr fast 1000 dort arbeitenden Personen wurden im Süden auf der Freifläche errichtet. Die Dächer der Gebäude wurden als Gründächer ausgeführt, damit Oberflächenwässer gespeichert werden können.

### Gebäude B11

Gebäude B11 nach Fertigstellung bei Nacht

Das erste Gebäude von Lakeside Park 2.0 wurde Oktober 2015 fertiggestellt. Diese und die folgenden Baustufen wurden von den Architekten Baumschlager Eberle Wien ZT AG und ILF Beratende Ingenieure entworfen. Im Endausbau werden alle 6 Baustufen optisch miteinander verbunden sein und daher wie ein großer Komplex wirken. Im Gegensatz zu den Gebäuden von
Lakeside Science & Technology Park 1.0 werden die Parkplätze für die Angestellten im Erdgeschoß der Gebäude errichtet. Dadurch soll eine weitere Versiegelung der Bodenflächen und eine zusätzliche Lärmbelästigung der unmittelbaren Anrainer vermieden werden.

### Freiflächen
Bereits bei der Errichtung der ersten Baustufen wurde auf die schwierige Grundwassersituation in diesem Teil der Stadt Klagenfurt Rücksicht genommen und mehrere miteinander verbundene Retensionsbecken zur Aufnahme schnell anfallender Oberflächenwasser errichtet. Je nach Baufortschritt werden zusätzliche Becken errichtet.
Diese Wasserlandschaft wird von einem Sportplatz, Streetballplatz und einer Laufstrecke sowie Kinderspielplätze für die angesiedelten Kinderbetreuungseinrichtungen komplettiert. Dadurch soll sich gleichermaßen ein Arbeits-, Sport- und Regenerationsraum ergeben.

## Betreiber
Als Trägergesellschaft fungiert die Lakeside Science & Technology Park GmbH, Gesellschafter sind mit 33,33 % die Landeshauptstadt Klagenfurt sowie mit 66,67 % die BABEG Kärntner Betriebsansiedlungs- und Beteiligungs GmbH (welche wiederum zu 47,5 % im Eigentum des Landes Kärnten, 50 % Republik Österreich und 2,5 % Kärntner Wirtschaftsförderungs Fonds steht).

## Institutionen und Mieter
Eine Auswahl der im Park ansässigen Institutionen und Mieter:
Forschungseinrichtungen
- Technische Fakultät der Universität Klagenfurt
- AIT – Austrian Institute of Technology
- Lakeside Labs
- Joanneum Research

Firmen
- ASFINAG Maut Service GmbH
- BEKO Engineering & Informatik GmbH & Co KG
- CISC Semiconductor GmbH
- Dynatrace Austria GmbH
- Infineon Technologies
- Kapsch TrafficCom AG
- KNAPP AG
- Messfeld GmbH
- Sensolligent GmbH
- Skidata AG
- VERBUND Umwelttechnik GmbH

Kinder im Park
- Sunrise – erster englischer Kindergarten in Kärnten
- Montessori-Kindergarten „Bunte Knöpfe“ der Stadt Klagenfurt
- Verein „Uni-Kindergruppe“ der Universität Klagenfurt
- private Kindertagesstätte HOKIP

Sonstiges
- build! Gründerzentrum Kärnten GmbH
- Kammer der Wirtschaftstreuhänder Kärnten
- Notariatskammer für Kärnten

## Partner und Netzwerke
- Fachhochschule Kärnten – FH Kärnten
- Wood Carinthian Competence Center (W3C)
- VTÖ Verband der Technologiezentren Österreichs
- IASP International Association of Science Parks